# 今治市大三島少年自然の家
今治市大三島少年自然の家（いまばりしおおみしましょうねんしぜんのいえ）は、愛媛県今治市大三島町（大三島）にある少年自然の家（宿泊研修施設）。

## 概要
旧大三島町立鏡小学校と旧大三島町立鏡中学校の校舎（木造平屋）を利用し、1973年に開設された。1987年までの15年間で1,000校が利用するほど人気が高く、1986年には定員を従来の150名から320名に広げる改築を行った。
その後、施設の老朽化により建て替えられ2002年2月末に完成した。従来の利用期間は4月から10月までだったが、冷暖房設備を導入して通年使えるようになった。建物は、ロッジ風の宿泊棟9棟、屋内食堂棟、多目的研修室、管理棟をそれぞれウッドデッキでつないだ一体型の施設となっている。小中学校の児童生徒の野外体験施設として利用されているほか、一般客も低料金で利用できる（素泊まりのみ食事無し、完全予約制）。

## 施設概要
- 宿泊棟 - 9棟36室（定員272名）
- 研修棟
- 食堂棟
- 浴場
- ミーティングルーム
- 野外食堂棟・野外炊事棟
- キャンプファイヤー場

## 利用案内
- 休所日
  - 11月から翌年3月までの水曜日
  - 11月から翌年3月までの土曜日、日曜日、国民の祝日及び年末年始（12月29日から翌年1月3日）のうち、施設使用予約が入っていない日

## 交通アクセス
- 西瀬戸自動車道大三島ICより車で約20分。
- 瀬戸内海交通（路線バス）宮浦港から肥海行きバスに乗車し、「少年自然の家」停留所で下車。